# Tetley
Tetley est un fabricant de thé anglais créé en 1837. C'est la plus grande entreprise de thé en Grande-Bretagne et au Canada, et la seconde aux États-Unis en volume. La marque est présente dans plus de 40 pays, distribuant plus de 60 variétés de sacs de thé.
Depuis 2000 Tetley est une filiale à 100% de l'indien Tata Global Beverages (appartenant elle-même au groupe TATA), basée à Mumbai, en faisant le deuxième plus grand producteur de thé au monde, derrière Unilever,.